# Ársaces (filho de Cosroes IV da Armênia)
Ársaces (em armênio: Արշակ) foi um príncipe da dinastia arsácida da Armênia, que viveu na segunda metade do século IV e, possivelmente, na primeira metade do século V.
De acordo com as genealogias modernas, Ársaces era um filho nascido dos monarcas armênios Cosroes IV e Zaruanducte, enquanto seu irmão era Tigranes. O pai de Ársaces, Cosroes IV foi um príncipe arsácida que foi o primeiro monarca armênio para servir como um rei vassalo da Armênia Oriental sob o governo sassânida que reinou de 387 até 389. Sua mãe Zruanduxt, era uma princesa sassânida da Pérsia que era a irmã do rei Sapor III que reinou de 383 até 388.
Ársaces foi nomeado em homenagem ao seu falecido parente Ársaces III, o último a servir como rei da Armênia (como vassalo do Império Romano). Ele também foi nomeado em honra de seus ancestrais partas, pônticos e armênios, que governaram com esse nome como rei. Ele nasceu em uma data desconhecida no reinado de seu pai e foi criado na Armênia Oriental. Não se sabe se ele se tornou cristão ou um seguidor do zoroastrismo.[carece de fontes?]
Em 389, o rei sassânida Vararanes IV destronou Cosroes IV e colocou-o em confinamento em Ctesifonte. Vararanes IV estava insatisfeito com Cosroes IV. Ele considerou Cosroes IV como sendo muito assertivo em sua autoridade real como monarca e fez vários atos em sua realeza sem consulta da dinastia sassânida. Em 389, Vararanes IV substituiu Cosroes IV por seu irmão Baramsapor como vassalo sassânida no Reino da Armênia. Após esse momento, o destino de Zruanduxt, Ársaces e Tigranes é desconhecido.